# Panquehue
Panquehue este un târg și comună din provincia San Felipe de Aconcagua, regiunea Valparaíso, Chile, cu o populație de 6.837 locuitori (2012) și o suprafață de 121,9 km2.